# Ráfol de Salem
Ráfol de Salem település Spanyolországban, Valencia tartományban.  Lakosainak száma 464 fő (2024).

## Népesség
A település népessége az utóbbi években az alábbiak szerint változott:
| Lakosok száma | 365  | 389  | 421  | 449  | 426  | 428  | 425  | 462  | 443  | 464  |
|               | 2001 | 2004 | 2007 | 2009 | 2012 | 2014 | 2017 | 2019 | 2022 | 2024 |